# Football Club de Bourgoin-Jallieu
‌
Maillots
Actualités
Dernière mise à jour : 17 janvier 2025.
Le Football Club de Bourgoin-Jallieu , anciennement Club sportif bergusien, puis Club sportif ouvrier, est un club de football français situé à Bourgoin-Jallieu en Isère.
Le club évolue lors de la saison 2024-2025 en National 3 depuis sa descente de National 2 la saison précédente.

## Histoire
| FC Bourgoin-Jallieu |

En 1936, le Club sportif bergusien est fondé,[source insuffisante]. Le club conserve cette dénomination pendant environ une décennie avant d'adopter le nom de Club Sportif Ouvrier de Bourgoin-Jallieu,[source insuffisante]. En 1965, l'association adopte son nom actuel : Football Club de Bourgoin-Jallieu,[source insuffisante].
Pendant la quasi-totalité du XXe siècle, Bourgoin-Jallieu reste dans un relatif anonymat en ne disputant aucun championnat national. Il faut attendre la fin des années 1990 pour voir le club atteindre l'élite régionale, la Division d'Honneur. Pendant treize saisons, le club connaît des résultats variés allant de la 2e place en 2004 à une 14e place en 2008, synonyme de relégation. Il remonte dès la saison suivante et connaît ensuite son apogée en remportant le titre de DH lors de la saison 2012-2013, ce qui lui permet d'accéder pour la première fois de son histoire en CFA 2. La première saison est difficile avec une douzième place mais le club se stabilise et enchaîne les bons résultats : 3e en 2015, 4e en 2016, 5e en 2017 et 2e en 2018.

### Accession en National 2 (2023-2024)
Le samedi 3 juin 2023, le FC Bourgoin-Jallieu accède au championnat de National 2 après dix ans en cinquième division grâce à une victoire trois à zéro contre la réserve de Lyon-La Duchère au stade Pierre-Rajon. Les hommes d'Éric Guichard sont sacrés champion avec 54 points acquis en 26 matchs.
La saison suivante est difficile pour les berjalliens qui débutent par un match nul contre Alès a domicile. Bourgoin ne gagne son premier match que lors de la huitième journée contre Cannes et ne sortira vainqueur que de trois autres matchs en N2 pour la suite de la saison. La relégation des isérois devient officielle après une défaite contre Thonon-Évian GG.

### Retour en National 3 (depuis 2024)
De retour en National 3, le club se démarque en Coupe de France lors de la saison 2024-2025. Après avoir battu le FC Martigues, pensionnaire de Ligue 2 (Score : 4-1 en faveur des berjalliens), Bourgoin-Jallieu crée un deuxième exploit retentissant en éliminant l'Olympique Lyonnais aux tirs au but en 16e de finale(Score final : 2-2), accédant ainsi aux 8es de finale, niveau que le FCBJ n’avait jamais atteint avant. Le club est finalement éliminé aux tirs au but au tour suivant par le Stade de Reims.

## Palmarès
Le tableau suivant liste le palmarès et les meilleures performances du FC Bourgoin-Jallieu dans les différentes compétitions officielles.
| Compétitions nationales | Compétitions régionales                                                  |
| --- | ------------------------------------------------------------------------ |
| Championnats - Championnat de France de National 3 (D5) - Vainqueur de groupe : 2023 Coupes - Coupe de France - Meilleure performance : 8e de finale en 2025 | Championnats - Division d'Honneur Rhône-Alpes (D6) (1) - Champion : 2013 |

## Identité et image

### Logos et couleurs
Le club évolue en bleu ciel et grenat, couleurs issues de la section rugby du Club sportif bergusien, lorsque celui devint sa section football avant de prendre son indépendance[réf. nécessaire], et elles-mêmes empruntées par le premier au club de football d'Aston Villa situé à Birmingham. Le dauphin de Méditerranée représenté sur le blason du club est le principal emblème du Dauphiné également l'un des symboles de la ville de Bourgoin-Jallieu.

Logo actuel.

## Joueurs
Jérémy Clément a joué au club. Maxence Rivera, Bryan Mbeumo, Amine Gouiri et Malo Gusto y ont joué en junior.

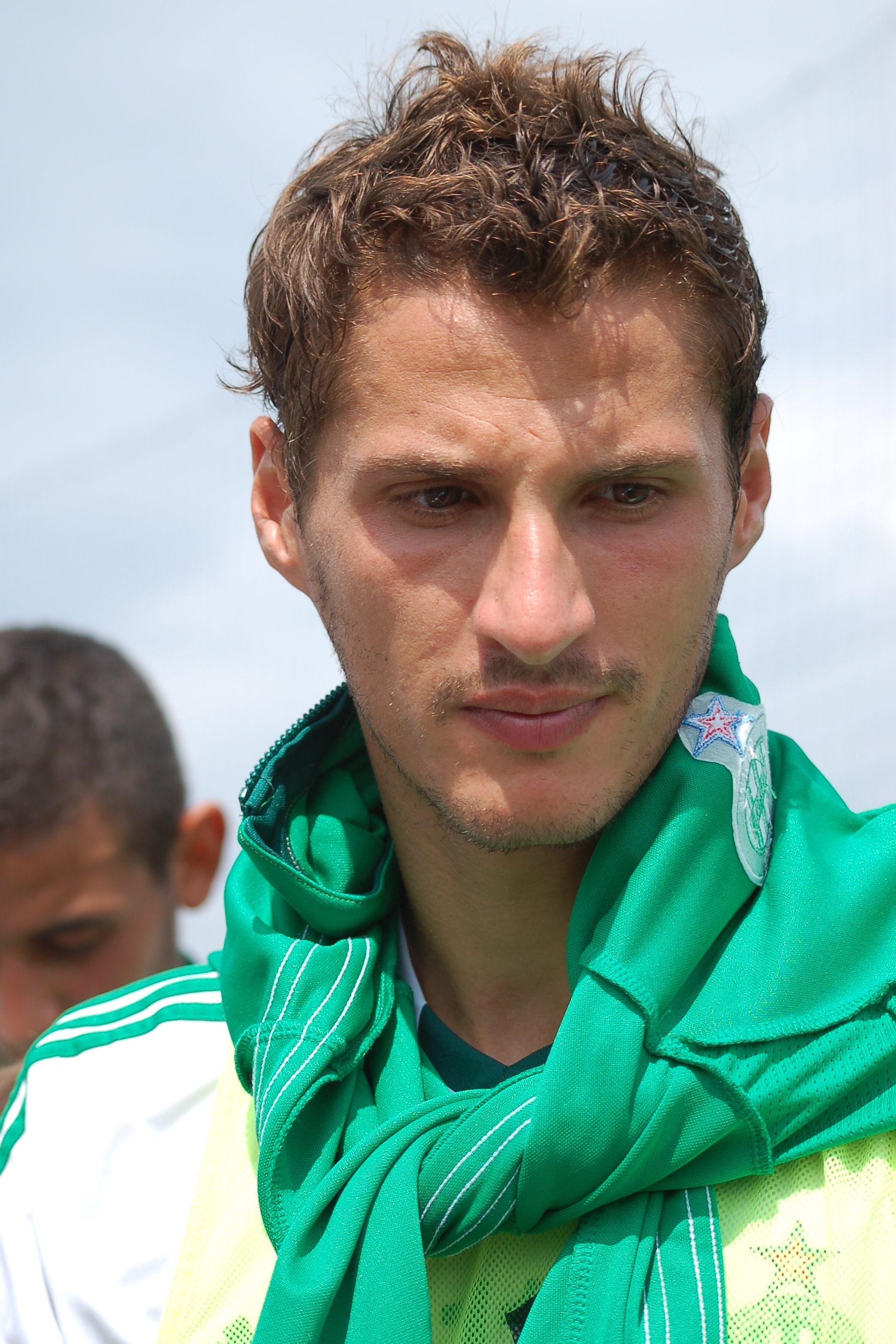
Jérémy Clément
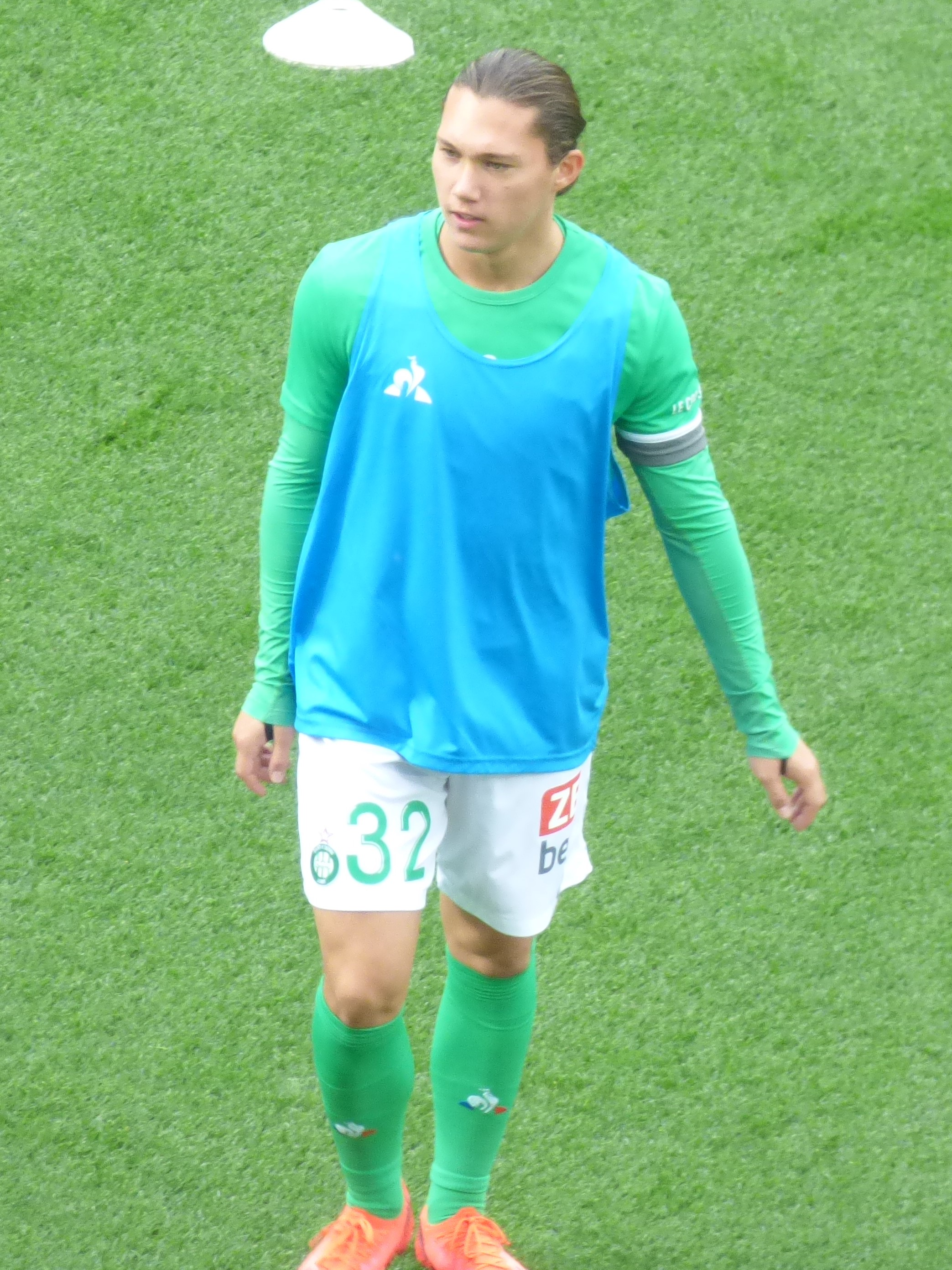
Maxence Rivera
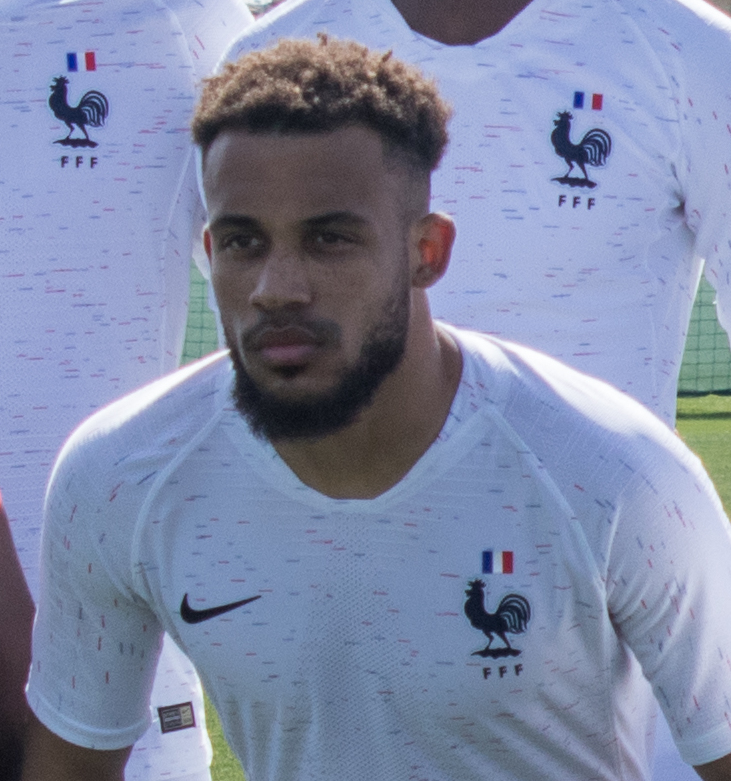
Bryan Mbeumo
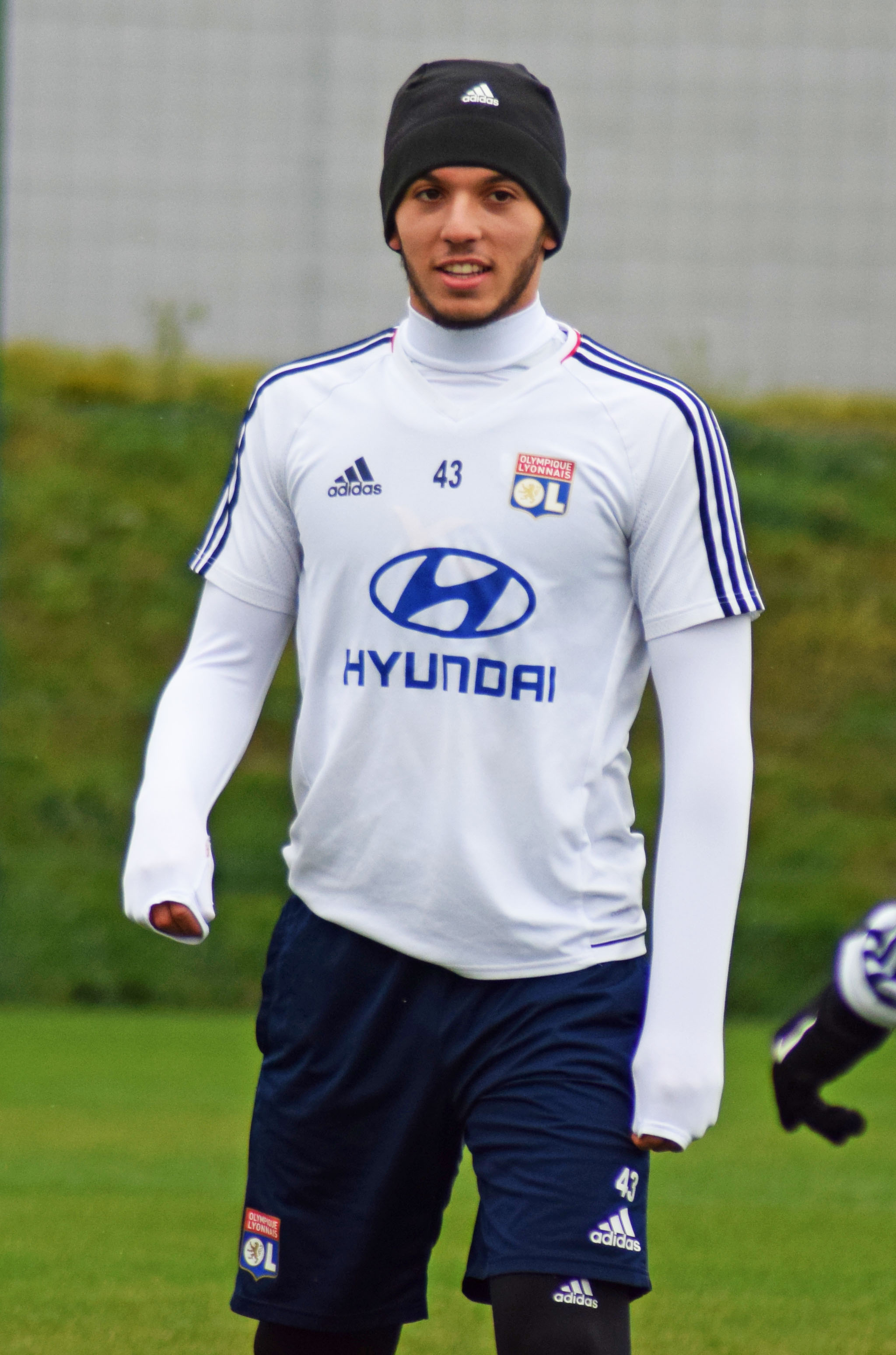
Amine Gouiri
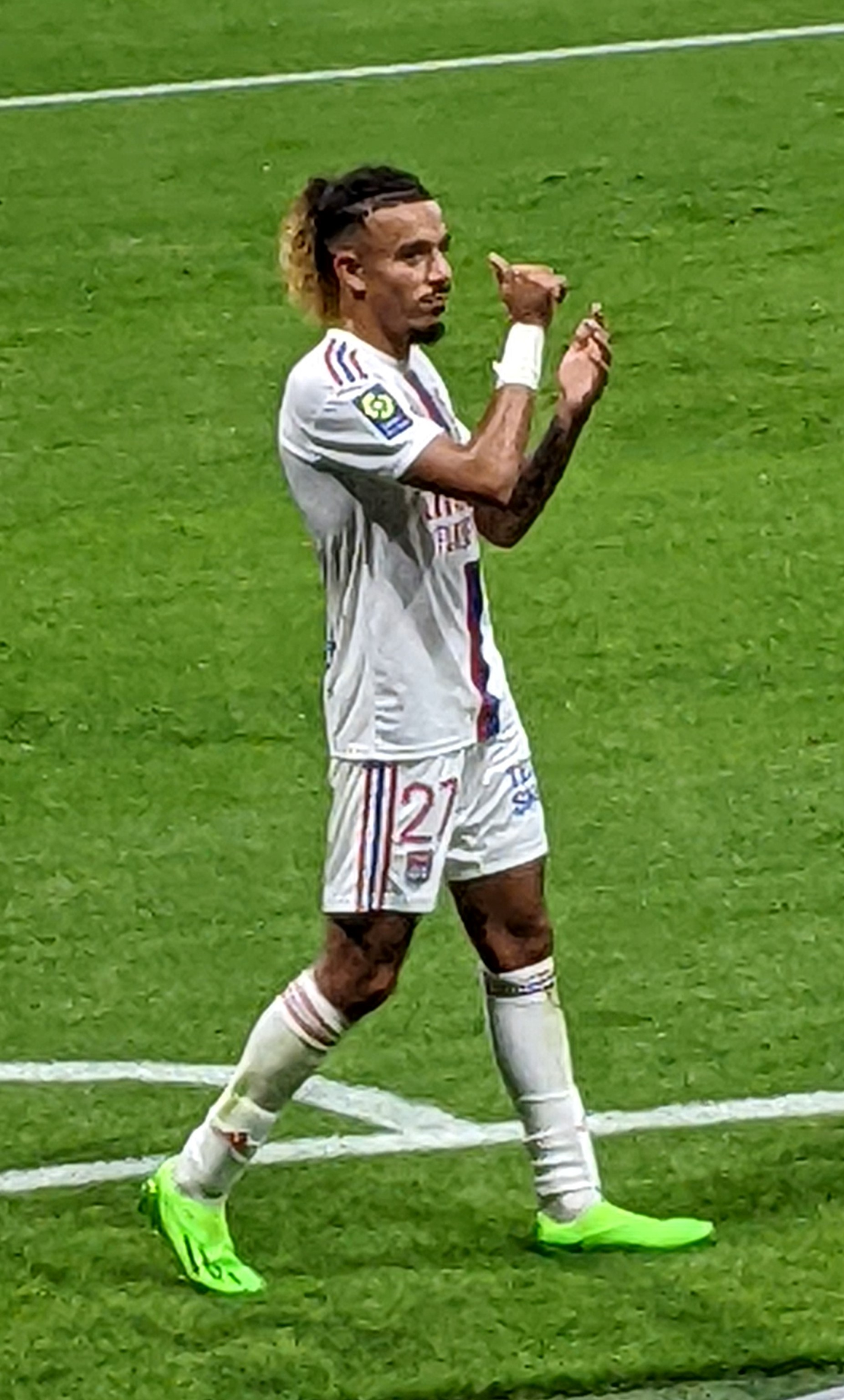
Malo Gusto